# The ReVe Festival: Day 2
| Оценки критиков | Оценки критиков                                                                    |
| Источник        | Оценка                                                                             |
| --------------- | ---------------------------------------------------------------------------------- |
| IZM             | 3,5 из 5 звёзд · 3,5 из 5 звёзд · 3,5 из 5 звёзд · 3,5 из 5 звёзд · 3,5 из 5 звёзд |

The ReVe Festival: Day 2 — четвёртый специальный мини-альбом (одиннадцатый в целом) южнокорейской гёрл-группы Red Velvet, был выпущен 20 августа 2019 года лейблом SM Entertainment.
Он включает в себя шесть синглов и ведущий сингл «Umpah Umpah», и он является вторым альбомом из трилогии The ReVe Festival.

## Промоушен
Альбом был анонсирован через социальные сети 12 августа 2019 года и стал доступен для заказа в тот жде день. Фото-тизер показывает розовую и песчаную пустыню с логотипом The ReVe Festival: Day 2.
С 14 по 18 августа были выпущены фото-тизеры Айрин, Сыльги, Вэнди, Джой и Йери. Они передают прохладную летнию атмосферу.

## Коммерческий успех
The ReVe Festival: Day 2 занял первое место в списке альбомов iTunes в 38 странах, включая США, Канаду, Бразилию, Чили, Германию, Францию, Грецию, Нидерланды, Таиланд, Вьетнам, Индонезию, Индию, Малайзию и Филиппины. Кроме того, заглавная песня «Umpah Umpah» попала в корейские чарты Genie, Bugs, Soribada, Mnet, NAVER Music и Olleh Music.

## Трек-лист
| №                   | Название                                                                       | Текст песни              | Музыка                                                                                                 | Arrangement                                                 | Длительность |
| ------------------- | ------------------------------------------------------------------------------ | ------------------------ | --- | ----------------------------------------------------------- | ------------ |
| 1.                  | «Umpah Umpah» (음파음파; eumpa-eumpa; lit: Sonic Wave)                         | Jeon Gandi               | Christoffer Lauridsen Andreas Öberg Allison Kaplan                                                     | Christoffer Lauridsen Andreas Öberg                         | 3:40         |
| 2.                  | «Carpool» (카풀; kapul)                                                        | Kenzie                   | Sophia Ayana Léon Paul Palmen Nathan Cunningham Marc Sibley                                            | Sophia Ayana Léon Paul Palmen Nathan Cunningham Marc Sibley | 3:27         |
| 3.                  | «Love Is the Way» (사랑은 길이다; sarang-eun gil-ida)                          | (Jam Factory)            | Ryan S. Jhun Denzil “DR” Remedios Nermin Harambasic Rodnae “Chikk” Bell Courtney Woolsey Charite Viken | Denzil "DR" Remedios                                        | 3:32         |
| 4.                  | «Jumpin'»                                                                      | Kenzie                   | Kenzie Caesar & Loui Ylva Dimberg                                                                      | Caesar & Loui                                               | 3:36         |
| 5.                  | «Ladies Night»                                                                 | Park Ji-yeon (Mono Tree) | Chu Dae-gwan (Mono Tree) Andreas Öberg Maja Keuc                                                       | Chu Dae-gwan (Mono Tree)                                    | 3:57         |
| 6.                  | «Eyes Locked, Hands Locked» (눈 맞추고, 손 맞대고; nun matchugo, son matdaego) | Sumin                    | Sumin                                                                                                  | Sumin, Jeong Dong-hwan                                      | 4:11         |
| Общая длительность: | Общая длительность:                                                            | Общая длительность:      | Общая длительность:                                                                                    | Общая длительность:                                         | 22:22        |

## Чарты
| Чарт (2019)                              | Высшая позиция |
| ---------------------------------------- | -------------- |
| Франция (SNEP)                           | 52             |
| Япония (Oricon)                          | 17             |
| Республика Корея (Gaon)                  | 1              |
| Великобритания (UK Digital Albums Chart) | 51             |
| США (Billboard Top Heatseekers Albums)   | 11             |
| США (Billboard World Albums)             | 6              |

## Победы
| Журнал      | Лист                                  | Песня         | Ранг | Ссылка |
| ----------- | ------------------------------------- | ------------- | ---- | ------ |
| SBS PopAsia | Топ 100 Азиатских поп песен 2019 года | «Umpah Umpah» | 48   | [ 16 ] |

| Год  | Организатор        | Категория  | Номинируемая работа | Результат | Ссылка |
| ---- | ------------------ | ---------- | ------------------- | --------- | ------ |
| 2019 | Asia Artist Awards | Песня Года | Umpah Umpah         | Победа    | [ 17 ] |

| Песня            | Программа | Телеканал        | Дата   | Ссылка |
| ---------------- | --------- | ---------------- | ------ | ------ |
| «Umpah Umpah»    |           |                  |        |        |
| The Show         | SBS MTV   | 27 августа, 2019 | [ 18 ] |        |
| Show Champion    | MBC Music | 28 августа, 2019 | [ 19 ] |        |
| M Countdown      | Mnet      | 29 августа, 2019 | [ 20 ] |        |
| Music Bank       | KBS       | 30 августа, 2019 | [ 21 ] |        |
| Show! Music Core | MBC       | 31 августа, 2019 | [ 22 ] |        |
| Inkigayo         | SBS       | 1 сентября, 2019 | [ 23 ] |        |